# Viktor Aristov
Viktor Aristov (russisk: Ви́ктор Фёдорович А́ристов) (født 9. juni 1943 i Budjonnyj i Sovjetunionen, død 2. januar 1994 i Rusland) var en sovjetisk filminstruktør, manuskriptforfatter og skuespiller.

## Filmografi
- Porokh (Порох, 1985)[1][2]
- Satana (Сатана, 1991)